# 广西檀栗
广西檀栗（学名：Pavieasia kwangsiensis）为无患子科檀栗属下的一个种。其种加词“kwangsiensis ”意为“广西自治区的”。
生长在密林中， 山谷。仅发现于中国广西龙州县彬桥公社的大南山。木材坚硬、密实，可以用作建筑、家具。种子中含有油脂和淀粉，但有毒素，不能食用。